# سمندر ماری سه‌انگشته
سمندر ماری سه‌انگشته (نام علمی: Amphiuma tridactylum) نام یک گونه از سرده سمندرهای ماری است.